# Berlin (komiks Jasona Lutesa)
Berlin – amerykańska seria komiksowa stworzona przez Jasona Lutesa, opowiadająca o życiu w Berlinie w latach 1928–1933, w czasie schyłku Republiki Weimarskiej.
Seria ukazywała się od kwietnia 1996 do marca 2018 roku; powstały 22 zeszyty zebrane w trzech zbiorczych tomach. Wydawcami oryginału są Black Eye Productions i Drawn and Quarterly. Polskim wydawcą jest Kultura Gniewu. 

## Tomy
| Tom | Data i rok wydania polskiego | Data i rok wydania oryginalnego | Zawartość            |
| --- | ---------------------------- | ------------------------------- | -------------------- |
| 1   | Miasto kamieni (2008/2018)   | City of Stones (2001)           | Berlin zeszyty 1–8   |
| 2   | Miasto dymu (2011/2018)      | City of Smoke (2008)            | Berlin zeszyty 9–16  |
| 3   | Miasto światła (2018)        | City of Light (2018)            | Berlin zeszyty 17–22 |